# Mama Huaco
Mama Huaco o Guaco es una de las protagonistas del cuerpo de leyendas que conforman el ciclo Ayar , considerado el mito por excelencia de los orígenes incas . Según la versión de Pedro Sarmiento de Gamboa, con mucho la más detallada de las que nos transmitieron los antiguos cronistas españoles, cuatro parejas habrían surgido simultáneamente, a instancias del dios creador Viracocha, desde una ventana abierta sobre una roca llamada Tambotoco , en el distrito de Pacaritambo. , cerca del lago Titicaca.
Mama Huaco era una de las cuatro hermanas y de inmediato se habría distinguido en la misión que el dios había encomendado a sus criaturas, encargadas de regenerar la raza humana. Como uno de los hermanos, Ayar Cachi asustó a toda la gente con algunas hazañas desiguales, los otros hermanos habían decidido eliminarlo de la empresa, pero el joven guerrero no lo dio por hecho y siguió infundiendo miedo con su fuerza descontrolada que le permitió montañas abiertas con tirachinas.
Fue Mama Huaco quien encontró la solución. Ella se enfrentó a su hermano rebelde y le ordenó regresar a la cueva de origen para recuperar algunos objetos sagrados que habían olvidado y, para su agravio, lo atacó verbalmente llamándolo cobarde y avergonzándolo por su indolencia. Ayar Cachi, picado por el orgullo, obedeció, pero nada más entrar al barranco, un sirviente que lo acompañaba cerró la entrada con una piedra y le impidió salir. Nada pudo su fuerza en esta ocasión y el infortunado tuvo que contentarse con lanzar una maldición contra el traidor que lo había apresado y que al instante se convirtió en piedra.
Cuando los futuros incas, al mando del más autorizado de ellos, Manco Cápac, llegaron a una tierra que parecía propicia, la encontraron ya ocupada por los Gualla, pacíficos, pero numerosos labradores y ya pensaban en renunciar a sus intenciones cuando intervino Mama Huaco. Se enfrentó a uno de los nativos matándolo con un golpe bien dirigido. No satisfecho con su gesto, abrió el cadáver del caído y extrajo los pulmones, llevándolos a la boca e inflándolos para respirar. Su gesto, de ferocidad inhumana, aterrorizó a los compañeros de los asesinados que prefirieron abandonar el barrio antes que enfrentarse con gente tan impía y cruel.
La naturaleza de Mama Huaco ha sido interpretada como una demostración de una particular actitud guerrera de algunas representantes del sexo femenino entonces generalizadas en los Andes . Entre los aymaras eran conocidas estas mujeres independientes y brutales que participaban en guerras y que no cedían en nada frente a los hombres. Posteriormente, en vísperas del imperio, el Inca tendrá la oportunidad de usar nuevamente a una de estas heroínas. Chañan Cury Coca de hecho fue recordado en el cantari de Pachacútec como protagonista de la victoria contra los chanca que amenazaban al Cuzco.
Los hechos que vieron a Mama Huaco como protagonista, sin embargo, también tienen un reflejo mágico demostrado por la profanación del cuerpo del enemigo que, con el horror resultante, tuvo un efecto disuasorio de considerable impacto psicológico en el simple Gualla.
En la mentalidad andina Mama Huaco representaba uno de los posibles componentes femeninos, el de la participación activa en los hechos de la nación, mientras que el otro, el representado por la contraparte femenina, complementaria a la pareja real, habría sido prerrogativa de Mama Ocllo, la otra hermana que, cuando se convirtiera en la esposa de Manco, le concebiría dos hijos.